# Dharchula
Dharchula es un pueblo y  nagar Panchayat situado en el distrito de Pithoragarh,  en el estado de Uttarakhand (India). Su población es de 7039 habitantes (2011). Se encuentra a 92 km de Pithoragarh, junto a la frontera con Nepal.

## Demografía
Según el censo de 2011 la población de Dharchula era de 7039 habitantes, de los cuales 3797 eran hombres y 3242 eran mujeres. Dharchula tiene una tasa media de alfabetización del 88,68%, superior a la media estatal del 78,82%: la alfabetización masculina es del 95,10%, y la alfabetización femenina del 81,20%.